# Lille Stokkeby
Lille Stokkeby er en landsby på Ærø. Landsbyen ligger i Rise Sogn i Ærø Kommune. Landsbyen består af hovedgaden Lille Stokkebyvej og vejen Gydeagre og Stokkeby Nordre Gyde samt 8 gårde.
| Ærø | Spire Denne artikel om Ærø er en spire som bør udbygges. Du er velkommen til at hjælpe Wikipedia ved at udvide den. |

54°52′2″N 10°24′29″Ø / 54.86722°N 10.40806°Ø
|  | Denne artikel om lokaliteten Lille Stokkeby kan blive bedre, hvis der indsættes et (bedre) billede. Du kan hjælpe ved at afsøge Wikimedia Commons for et passende billede eller lægge et op på Wikimedia Commons med en af de tilladte licenser og indsætte det i artiklen. |